# 罗建平
罗建平（1955年4月—2008年9月27日），广东兴宁人，中国检察官。
1979年，在北京大学法律系学习，获法学硕士。之后调中央办公厅调研室。1993年，担任中央社会治安综合治理委员会办公室综合处处长、后升任副主任。2001年，担任中央政法委综合治理协调室主任。2005年11月，广西壮族自治区纪委副书记。2008年，担任广西壮族自治区人民检察院检察长、中华人民共和国二级大检察官。2008年9月27日因病去世。